# Monte Galbiga
Il monte Galbiga o Calbiga è una montagna delle Prealpi Luganesi, alta 1.698 m s.l.m. Si trova in provincia di Como sulla sponda occidentale del Lario, chiude ad ovest la val Perlana.

## Descrizione
Dalla vetta, dove sono stati rinvenuti fossili marini, nelle giornate terse si possono vedere ben sei laghi in fila: da sud-ovest a nord-est il Lago Maggiore, il lago di Muzzano, il lago di Lugano, il lago del Piano, il lago di Como e il lago di Mezzola. Inoltre è ben visibile a nord la cittadina di Porlezza, il monte Grona e a sud la val Perlana e la val d'Intelvi. Non manca una bella vista sulle Alpi tra le quali spicca il Monte Rosa.

### Rifugio Venini e fortificazioni della Frontiera Nord

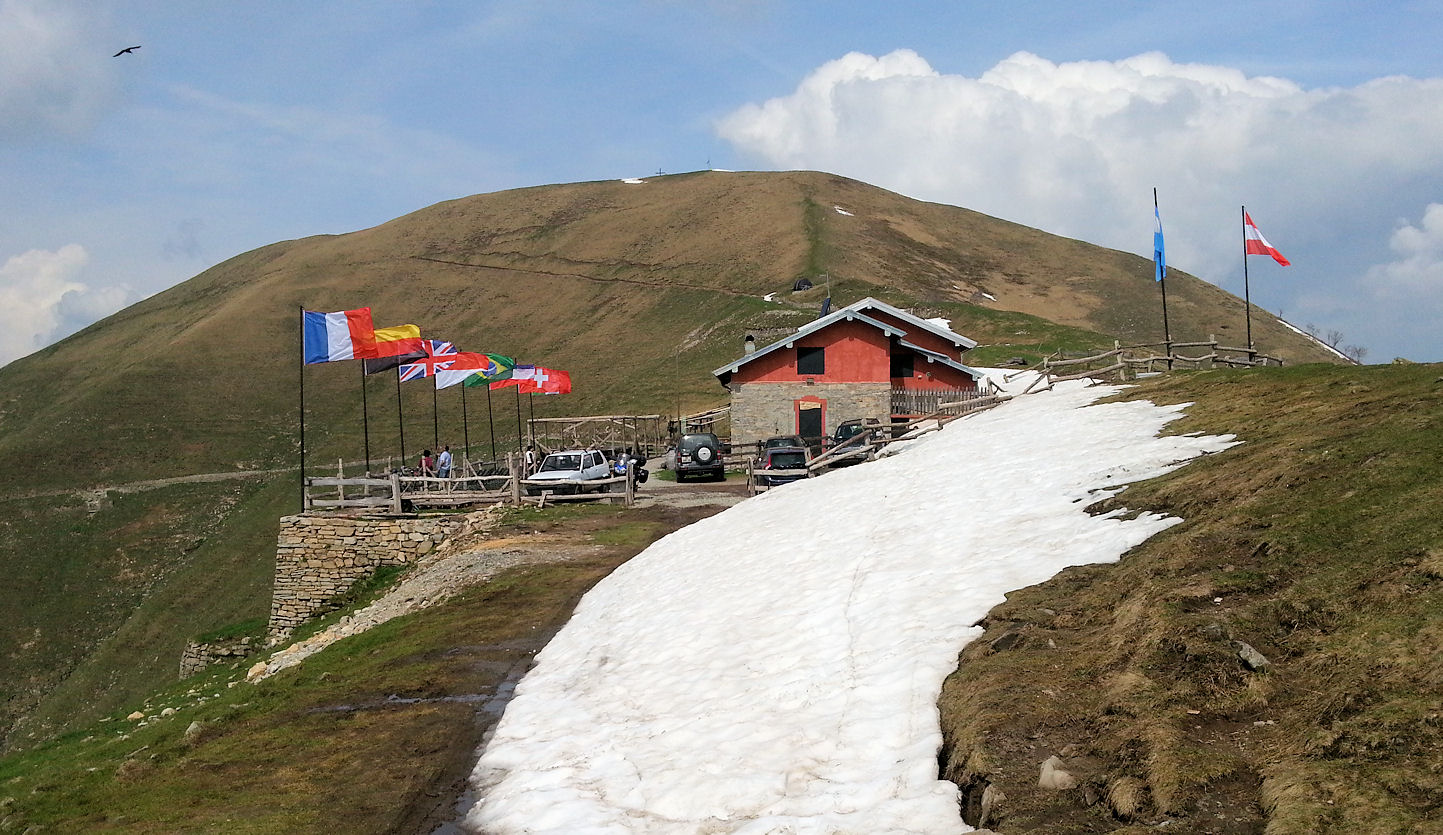
Rifugio Venini-Cornelio

Il rifugio Venini-Cornelio sorge a 1576 m s.l.m. nella sella tra il monte Galbiga ed il monte di Tremezzo. Un cannone anticarro 47/32 Mod. 1935 del Regio Esercito è posteggiato nel piazzale davanti all'edificio.
Il Rifugio Venini sul Monte Tremezzo sul lago di Como è una struttura turistica che offre una vista spettacolare sul lago e sulla catena montuosa delle Grigne. Offre camere accoglienti e confortevoli, un ristorante con cucina tipica locale, un bar e una terrazza panoramica per godersi la vista.
La montagna presenta inoltre numerose opere murarie facenti parte del sistema di fortificazioni della Frontiera Nord.

### Osservatorio

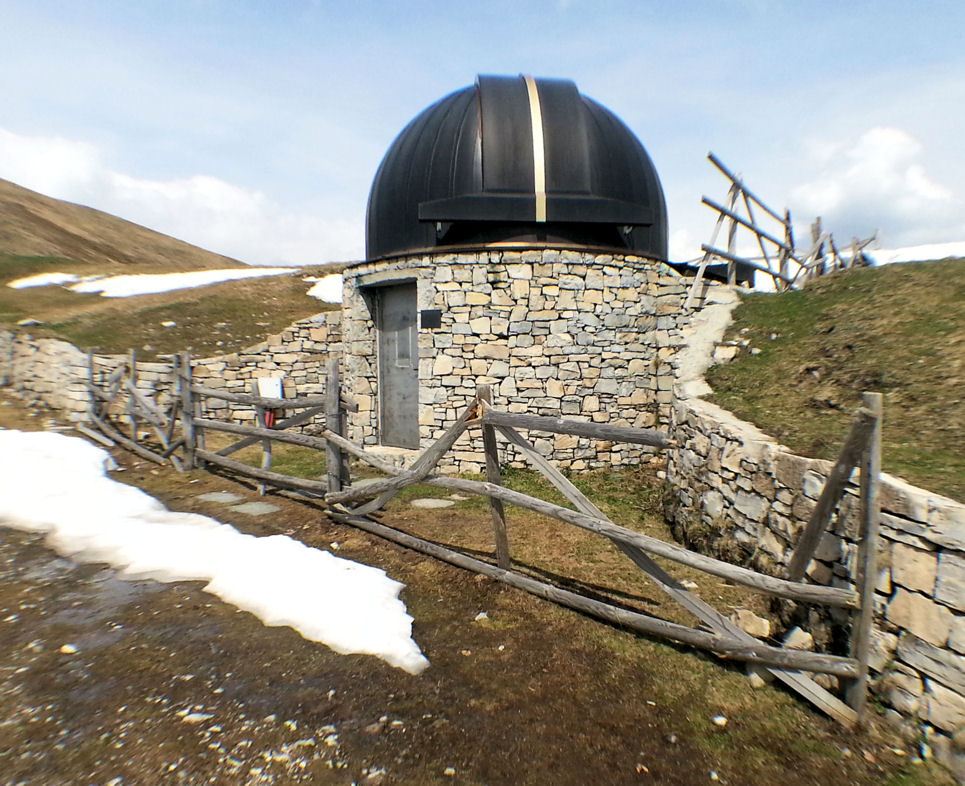
L'osservatorio astronomico

Dal 2002 è attivo un osservatorio astronomico con cupola del diametro di 4 m e un telescopio Schmidt Cassegrain da 35,6 cm.

### Croce di vetta
Sulla cima sono posti una croce, una statuina della Vergine, un altare ed uno spazio adibito a chiesa, inaugurati e benedetti dal cardinale Carlo Maria Martini.